# دین در امارات متحده عربی
دین در امارات متحده عربی (سرشماری ۲۰۰۵)
اسلام دین رسمی و پرجمعیت در امارات متحده عربی است که تقریباً ۷۶ درصد جمعیت آن را پیروی می‌کنند. خاندان آل نهیان و آل مکتوم به مکتب فقهی اهل سنت پایبند هستند. بسیاری از پیروان مکتب حنبلی در شارجه، ام القوین، رأس‌الخیمه و عجمان یافت می‌شوند. ادیان دیگر در این کشور از جمله مسیحیت، هندوئیسم، بودیسم، یهودیت و … وجود دارد اما اصالتاً عرب نبوده و مهاجر می‌باشند.

## اسلام

مسجد شیخ زاید در ابوظبی. اسلام دین رسمی امارات متحده عربی است.

قانون اساسی اسلام را به عنوان دین رسمی این کشور تعیین کرده‌است. در امارات متحده عربی مسلمانان سنی بیشتر از شیعیان هستند. تعداد کمی نیز از شیعیان اسماعیلی و مسلمانان احمدی نیز وجود دارند. ۸۵ درصد سنی و ۱۵ درصد از جمعیت شیعه هستند که در امارات دبی و شارجه متمرکز شده‌اند. اگرچه هیچ آمار رسمی برای تجزیه بین مسلمانان سنی و شیعه در بین ساکنان غیرشهری در دست نیست، اما برآورد رسانه‌ها نشان می‌دهد که کمتر از ۲۰ درصد از جمعیت مسلمانان غیرشهری، شیعه هستند.

## مسیحیت
کاتولیک‌ها و پروتستان‌ها نسبت قابل توجهی از اقلیت مسیحی را در امارات متحده عربی تشکیل می‌دهند. این کشور حداقل ۴۵ کلیسا دارد. بسیاری از مسیحیان در امارات متحده عربی اصالتاً از آسیا، آفریقا، اروپا و دیگر کشورهای خاورمیانه، از جمله لبنان و سوریه می‌باشند. در آوریل ۲۰۲۰، یک کلیسا به‌طور رسمی در دبی اعلام شد.

## هندوئیسم و جینیسم
هندوئیسم و جینیسم که بیشترین پیروان را در هندوستان و پاکستان دارد، عده‌ای از آن‌ها در امارت ساکن هستند. بن سعید آل مکتوم برای قدردانی از مشارکت جامعه تجاری هند در توسعه اولیه دبی به عنوان بندر تجاری، مجوز و زمین جهت ساخت معبد هندوئسیم در دبی را برای آنان فراهم کرد. همچنین یک گوردوارای سیک در جنوب دبی، در جبل علی وجود دارد.

## بی‌دین
براساس نظرسنجی گالوپ، تا ۴ درصد از مردم این کشور، بی‌دین گزارش شده‌اند. این امر برای مسلمانان غیرقانونی است، که مرتدین از اسلام طبق قانون مبارزه با کفر در این کشور، با حداکثر مجازات یعنی اعدام روبرو هستند. بنابراین، در مورد آزادی ادیان در امارات متحده عربی سوالاتی مطرح شده‌است.